# Artur Wojdat
Artur Wojdat (Olsztyn, Polonia, 20 de mayo de 1968) es un nadador polaco retirado especializado en pruebas de estilo libre, donde consiguió ser medallista de bronce olímpico en 1988 en los 400 metros.
Fue campeón de Europa en 400 metros libres durante el Campeonato Europeo de Natación de 1989 y de 200 metros libres durante el Campeonato Europeo de Natación de 1991.

## Palmarés internacional
| Juegos Olímpicos                                | Juegos Olímpicos           | Juegos Olímpicos  | Juegos Olímpicos |
| Año                                             | Lugar                      | Medalla           | Prueba           |
| ----------------------------------------------- | -------------------------- | ----------------- | ---------------- |
| 1988                                            | Seúl (Corea del Sur)       | Medalla de bronce | 400 m libre      |
| Campeonato Mundial de Natación                  |                            |                   |                  |
| Año                                             | Lugar                      | Medalla           | Prueba           |
| 1991                                            | Perth (Australia)          | Medalla de bronce | 400 m libres     |
| 1991                                            | Perth (Australia)          | Medalla de bronce | 200 m libres     |
| Campeonato Mundial de Natación en Piscina Corta |                            |                   |                  |
| Año                                             | Lugar                      | Medalla           | Prueba           |
| 1993                                            | Palma de Mallorca (España) | Medalla de plata  | 200 m libres     |
| Campeonato Europeo de Natación                  |                            |                   |                  |
| Año                                             | Lugar                      | Medalla           | Prueba           |
| 1989                                            | Bonn (Alemania)            | Medalla de oro    | 400 m libres     |
| 1989                                            | Bonn (Alemania)            | Medalla de plata  | 200 m libres     |
| 1991                                            | Atenas (Grecia)            | Medalla de oro    | 200 m libres     |
| 1991                                            | Atenas (Grecia)            | Medalla de plata  | 400 m libres     |